# Mae-Wan Ho
Mae-Wan Ho (何 梅 灣T, Hé MeiwanP; 12 novembre 1941 – 24 marzo 2016) è stata una genetista cinese, nota per le sue opinioni critiche sull'ingegneria genetica e sul neodarwinismo.
Mae-Wan Ho è stata autrice o co-autrice di una serie di pubblicazioni e di 10 libri, tra i quali The Rainbow and the Worm, the Physics of Organisms (1993, 1998), Genetic Engineering: Dream or Nightmare? (1998, 1999), Living with the Fluid Genome (2003) e Living Rainbow H2O (2012). Le posizioni di Ho sono state criticate come pseudoscienza.

## Biografia
Ho ha ricevuto un Ph. D. in biochimica nel 1967 presso la Hong Kong University, è stata Postdoctoral Fellow in Biochemical Genetics presso l'Università della California, San Diego tra il 1968 e il 1972, Senior Research Fellow presso il Queen Elizabeth College, docente di Genetica (dal 1976) e Reader in Biologia (dal 1985) presso la Open University. Dopo il pensionamento nel giugno 2000 Ho è stata Visiting professor di Biofisica presso l'Università di Catania.

## Critiche al neodarwinismo
Ho ha affermato che l'evoluzione è pluralistica e non darwiniana, perché ci sono molti meccanismi che possono produrre variazioni di fenotipi indipendentemente dalla selezione naturale. Ho ha sostenuto una forma di evoluzione lamarckiana. Le sue posizioni sono state criticate dalla comunità scientifica per l'uso di argomenti fantoccio nella sua critica della selezione naturale e per il suo sostegno a teorie evolutive screditate. Secondo il paleontologo Philip Gingerich le idee evolutive di Ho si basano sul pensiero vitalistico. 
Mae-Wan Ho è stata tra le firmatarie della petizione del Discovery Institute A Scientific Dissent from Darwinism ed è stata tra le sostenitrici del gruppo critico del neodarwinismo The third way, ribadendo il suo "rigetto per le vacue spiegazioni neodarwiniane basate sul 'vantaggio selettivo'"

## Pubblicazioni
- Mae-Wan Ho. Living Rainbow H2O, Singapore; River Edge, NJ: World Scientific, 2012. ISBN 978-9814390897.
- Mae-Wan Ho. The Rainbow and the Worm, the Physics of Organisms, Singapore; River Edge, NJ: World Scientific, 1998. ISBN 981-02-4813-X.
- Mae-Wan Ho. Genetic engineering: dream or nightmare? Turning the tide on the brave new world of bad science and big business, New York, NY: Continuum, 2000. ISBN 0-8264-1257-2.
- Mae-Wan Ho. Living with the fluid genome, London, UK: Institute of Science in Society; Penang, Malaysia: Third World Network, 2003. ISBN 0-9544923-0-7.
- Mae-Wan Ho, Sam Burcher, Rhea Gala and Vejko Velkovic. Unraveling AIDS: the independent science and promising alternative therapies, Ridgefield, CT: Vital Health Pub., 2005. ISBN 1-890612-47-2.
- Mae- Wan Ho, Peter Saunders. Beyond Neo-Darwinism: An Introduction to the New Evolutionary Paradigm, London: Academic Press, 1984. ISBN 978-0123500809